# 兔子坑
兔子坑，原寫為兔仔坑，是台灣桃園市龜山區的一個傳統地域名稱，位於該區南部。相較於今日行政區，其範圍大致包括兔坑里、福源里、新嶺里南部。

## 歷史
台灣清治末期至日治前期，兔子坑地區為一街庄，稱為「兔仔坑庄」，隸屬於桃澗堡。該庄西北邊及北邊西段與新路坑庄為鄰，北邊東段與塔藔坑庄為鄰，東邊及東南邊為山仔腳庄，南邊為石灰坑庄、大湖庄，西南邊一小段與山頂庄為界。
1901年（日治明治三十四年）11月，全台廢縣廳改設二十廳，該庄隸屬於桃仔園廳。1903年（明治三十六年），改名桃園廳。1909年（明治四十二年）10月，合併二十廳為十二廳，該庄隸屬不變。1920年（大正九年），該庄改制並雅化為「兔子坑」大字，隸屬於新竹州桃園郡龜山庄，大字下有「社後坑大湖頂」、「社後坑大丘田下」小字名。
戰後龜山庄改制為龜山鄉，隸屬於新竹縣，大字亦改制為村。1950年桃、竹、苗分治，龜山鄉改隸屬於桃園縣。2014年12月桃園縣升格為直轄桃園市，龜山鄉改制為龜山區。

## 聚落
本地區發展較早的聚落有社後坑大湖頂（大湖頂）、社後坑大坵田下（大丘田）等，在日治期初期的官方地圖上已有記載。此外，本地區尚有大湖坑、詹公厝、張厝、灰窯、兔子坑、蕭厝坑等聚落。

## 事件
1995年1月30日，復興航空編號B-22717的ATR72型客機執行GE510A航班，由台北至馬公之單趟加班，晚間7時13分由馬公空機返回台北，飛機組員在晚上7時43分最後在無線電通訊中告知收到使用跑道及高度表撥定值之資訊，正繼續進場中，為該班機最後的通話。同日晚間21時8分，警察單位報告飛機墜機於龜山兔子坑，此次空難造成4名機組人員死亡。

## 交通
區道桃8線（大同路）是龜山至兔子坑的道路，也是本地區主要的連絡道路，其東側端點位於本地區東部山區。由此向西偏南蜿蜒而行，出境後經兩次彎道轉向西北可前往龜山市區並止於省道台1甲線路口。

## 學校
- 福源國小

## 廟宇
- 靈雲寺哲學廟（北帝廟）

## 產業
- 壽山工業區